# مانالوبه
مانالوبه (به لاتین: Manalobe) یک منطقهٔ مسکونی در ماداگاسکار است که در بخش بتیوکی-آتسیمو واقع شده‌است. مانالوبه ۴٬۰۰۰ نفر جمعیت دارد و ۲۱۸ متر بالاتر از سطح دریا واقع شده‌است.